# Секу Саного
Секу Жуниор Саного (фр. Sékou Junior Sanogo; Абиџан, 5. маја 1989) фудбалер је из Обале Слоноваче. За репрезентацију своје државе дебитовао је 2017. године.

## Трофеји и награде
Африка спортс Абиџан
- Прва лига Обале Слоноваче: 2008.[8]
- Куп Обале Слоноваче Слоноваче (2): 2009, 2010.[9]

Јанг бојс
- Суперлига Швајцарске (2): 2017/18,[10] 2018/19.[11]

Црвена звезда
- Суперлига Србије (4): 2019/20,[12] 2020/21,[13] 2021/22,[14] 2022/23.[15]
- Куп Србије (3): 2020/21,[16] 2021/22,[17] 2022/23.[18]